# Arend Schoemaker
Arend Schoemaker (Diever, 8 de novembro de 1911 - 11 de maio de 1982) foi um futebolista neerlandês, que atuava como atacante.

## Carreira
Arend Schoemaker fez parte do elenco da Seleção Neerlandesa de Futebol que disputou a Copa do Mundo de 1934.

## Ligações Externas
- Perfil em Fifa.com (em inglês)